# New Balance Indoor Grand Prix
New Balance Indoor Grand Prix (укр. Гран-прі компанії «New Balance» в приміщенні) — одноденне легкоатлетичне змагання в приміщенні, яке щорічно проводиться в січні або лютому в Бостоні.
Змагання є одним з найпрестижніших легкоатлетичних змагань у приміщенні, що проводяться у США, в якому беруть участь найсильніші легкоатлети світу.

## Історія
Змагання вперше було проведено у 1996 під назвою «Boston Indoor Games».
У зв'язку зі зміною спонсорів, за роки проведення змагання кілька разів змінювало назву:
- у 1998: на «New Balance Invitational»[2]
- у 2002: на «adidas Boston Indoor Games»[3]
- у 2005: на «Reebok Boston Indoor Games»[4]
- у 2011: на «New Balance Indoor Grand Prix»[5]

У 1998 та впродовж 2013—1015 змагання входили до серії «IAAF Indoor Permit Meetings», частина яких з 2016 трансформувалась у Світовий легкоатлетичний тур у приміщенні.
Починаючи з 2016, змагання щорічно включається до етапів Світового легкоатлетичного туру в приміщенні, серії найбільш рейтингових змагань в приміщенні, які проводяться Світовою легкою атлетикою.
У 2021 змагання проходили у нью-йоркському «Ocean Breeze Athletic Complex» через перепрофілювання до того постійного місця змагань — в Спортивного центра імені Реджі Льюїса у Бостоні — на тимчасовий центр вакинації неселення проти коронавірусної хвороби. У нью-йоркському легкоатлетичному комплексі вони пройшли і 2022 року. 2023 року змагання повернулися до Бостона, але на новозбудовану арену — «The TRACK at New Balance».

## Рекорди
У різні роки на змаганнях встановлювались світові рекорди та вищі світові досягнення в приміщенні.
| Рік  | Дисципліна           | Результат    | Атлети                                                                                               | Примітки | Відео            |
| ---- | -------------------- | ------------ | --- | -------- | ---------------- |
| 2023 | 500 метрів           | 1.05,65 WIB  | Фемке Бол (NED)                                                                                      | [ 12 ]   | Відео на YouTube |
| 2017 | Комбінована естафета | 10.40,31 WIB | США Емма Коберн (1200 м) Сідні Мак-Лафлін (400 м) Бренда Мартінес (800 м) Дженніфер Сімпсон (1600 м) | [ 13 ]   |                  |
| 2015 | Комбінована естафета | 10.42,57 WIB | США Сара Браун (1200 м) Махогані Джонс (400 м) Меган Крампок (800 м) Бренда Мартінес (1600 м)        | [ 14 ]   |                  |
| 2014 | 4×800 метрів         | 7.13,11 WIR  | США Річард Джонс Девід Торренс Двейн Соломон Ерік Совінскі                                           | [ 15 ]   |                  |
| 2008 | 2 милі               | 9.10,50 WIB  | Месерет Дефар (ETH)                                                                                  | [ 16 ]   |                  |
| 2007 | 5000 метрів          | 14.27,42 WIR | Тірунеш Дібаба (ETH)                                                                                 | [ 17 ]   | Відео на YouTube |
| 2005 | 5000 метрів          | 14.32,93 WIR | Тірунеш Дібаба (ETH)                                                                                 | [ 18 ]   |                  |
| 2000 | 4×800 метрів         | 7.13,94 WIR  | США Джої Вуді Карл Паранья Річ Кена Девід Крамменакер                                                | [ 19 ]   |                  |

## Результати
- 1996:[20]
- 1997:[21]
- 1998:[22]
- 1999:[23]
- 2000:[24]
- 2001:[25]
- 2002:[26]
- 2003:[27]
- 2004:[28]
- 2005:[29]
- 2006:[30]
- 2007:[31]
- 2008:[32]
- 2009:[33]
- 2010:[34]
- 2011:[35]
- 2012:[36]
- 2013:[37]
- 2014:[38]
- 2015:[39]
- 2016:[40]
- 2017:[41]
- 2018:[42]
- 2019:[43]
- 2020:[44][45]
- 2021:[46][47]
- 2022:[48][49]
- 2023:[12][50]